# Cordados
Os cordados (Chordata, do latim chorda, corda) constituem um filo dentro do reino Animalia que inclui os vertebrados, os anfioxos e os tunicados. Estes animais são caracterizados pela presença de uma simetria bilateral, notocorda, sistema digestivo completo, um tubo nervoso dorsal, fendas branquiais e uma cauda pós-anal, em pelo menos uma fase de sua vida. Os cordados compartilham características com muitos animais invertebrados sem notocorda, quanto ao plano estrutural, tais como simetria bilateral, eixo anteroposterior, metamerismo e cefalização. O grupo abrange animais adaptados para a vida na água, na terra e no ar.
Os cordados, juntamente com dois outros filos, o Hemichordata e o Echinodermata, formam o grupo dos deuterostômios (Deuterostomia), ligados por diversos aspectos embrionários peculiares, na forma de suas larvas, pelo desenvolvimentos das aberturas embrionárias e da cavidade peritonial ou peritônio (evolução do celoma dos invertebrados). Internamente os cordados são divididos em três subfilos: Urochordata, Cephalochordata e Vertebrata, principalmente com base nas características da notocorda. Nos urocordados, o estágio larval tem notocorda e tubo neural, ambas desaparecendo no estágio adulto. Os cefalocordados têm notocorda e tubo neural, mas sem vértebras. Já nos vertebrados, exceto nas feiticeiras (Myxini), a notocorda foi reduzida e o tubo neural foi circundado por uma coluna vertebral cartilaginosa ou óssea.
As relações filogenéticas dos cordados ainda não são bem compreendidas, existindo vários esquemas classificatórios conflitantes. Muitas de suas classes são parafiléticas, não atendendo as exigências da cladística, onde somente táxons monofiléticos são reconhecidos como entidades taxonômicas válidas. É sugerida descendência dos crinóides, que embora fixos no substrato oceânico, desenvolvessem estágio larval e livre permanente com o fenômeno chamado neotenia.
Ecologicamente, os cordados estão entre os animais mais facilmente adaptáveis e são capazes de ocupar a maioria dos habitats existentes.
Os cordados se dividem em protocordados, os cordados mais primitivos, destituído de coluna vertebral e caixa craniana e os eucordados, mais evoluídos, pois, além de apresentarem coluna vertebral têm crânio com encéfalo.

## Definição
Cordados formam um filo de seres vivos baseados em um plano corporal bilateral. O filo é definido por ter em algum momento de suas vidas as seguinte características:
- Uma Corda dorsal, em outras palavras, é uma haste bastante rígida de cartilagem que se estende ao longo do interior do corpo. Entre os subgrupo de vertebrados cordados a corda dorsal é acompanhada ou substituída por Vértebras. Em espécies totalmente aquáticas isso ajuda o animal a nadar flexionando a cauda.
- Um Tubo neural. Nos peixes e outros vertebrados este tubo se desenvolve na Medula espinhal, é o tronco principal da comunicação do sistema nervoso.
- Fendas na faringe. A faringe é a parte da garganta imediatamente atrás da boca. Em peixes as fendas são modificadas para formar a Brânquia. Mas em alguns outros cordados fazem parte de um sistema de  alimentação por filtração que extrai partículas de alimento da água em que eles vivem.
- A cauda muscular que se estende para trás logo após o ânus.
- Um Endóstilo. Este é um sulco na ventral na parede da faringe. No sistema de Alimentação por filtragem, as espécies produzem um muco para coletar partículas de alimento, que ajuda no transporte de alimentos para o estômago.[4] Ele também armazena iodo, e pode ser um precursor dos vertebrados na glândula tireóide.[3]

## Subdivisões

### Craniata ou Vertebrata

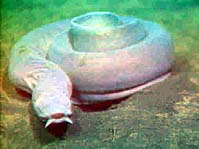
Craniate: peixe-bruxa

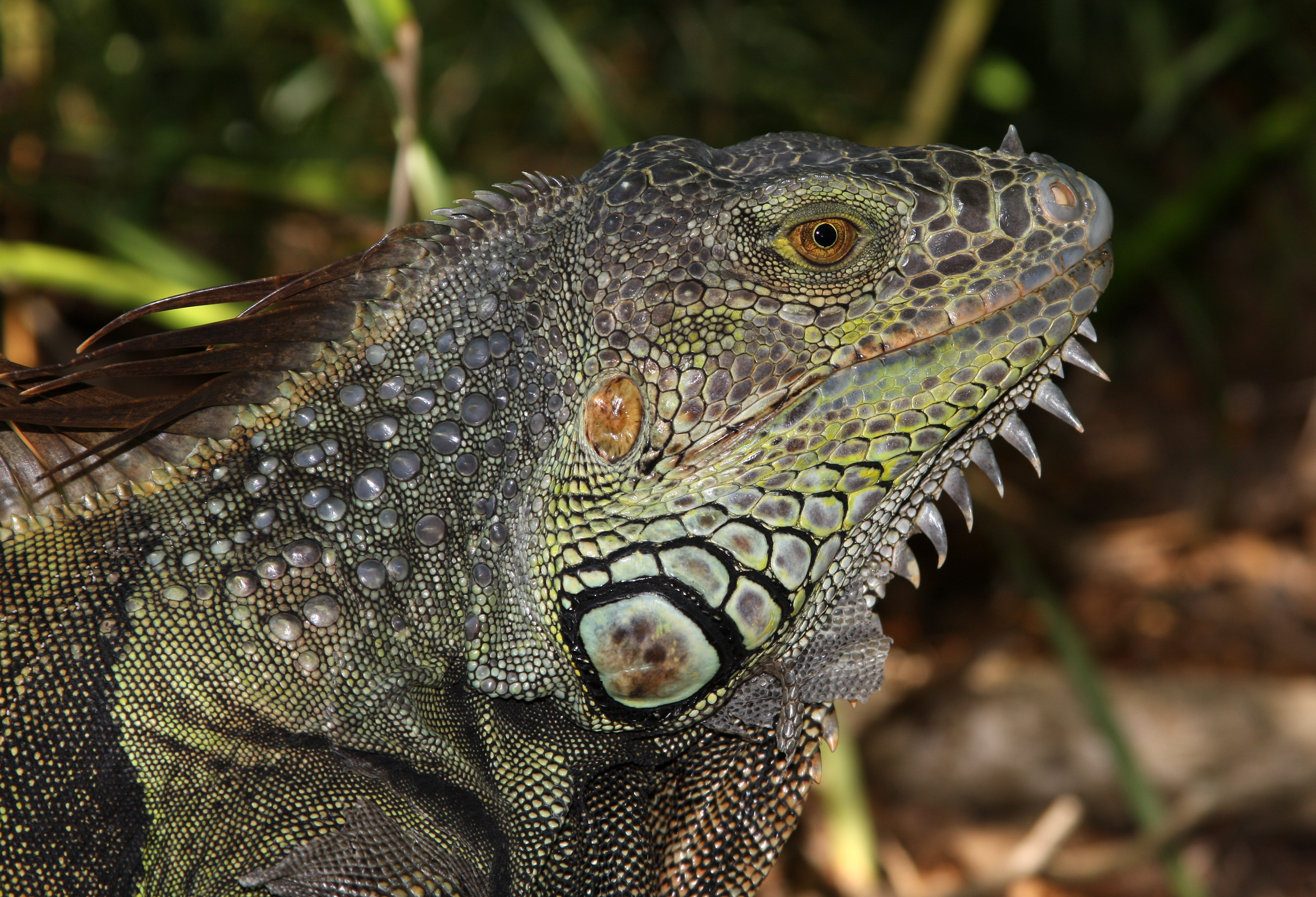
Iguana, um vertebrado

Os craniata, uma das três subdivisões dos Cordados, têm crânios distintos. Michael J. Benton comenta que "os craniata caracterizam-se por suas cabeças, tal como os Cordados, ou possivelmente todos os deuterostómios, o são por suas caudas".
A maioria são vertebrados, em que a notocorda é substituída pela coluna vertebral.
Esta consiste de uma série de vértebras cilíndricas ósseas ou cartilaginosas, geralmente com arco neural que protegem a medula espinhal e com projeções que ligam as vértebras. Os Peixe-bruxa têm uma manta craniana incompleta e não têm vértebras não sendo, por isso, consideradas animais vertebrados,
mas sim um membro dos craniata, o grupo do quais se pensa que os vertebrados evoluíram. A posição das lampreias é ambígua. Elas têm caixas cranianas completas e vértebras rudimentares e, portanto, podem ser consideradas peixes verdadeiros e animais vertebrados. No entanto estudos de filogenia molecular, que usa características bioquímicas para classificar os organismos, produziu resultados que os agrupa tanto com animais vertebrados como com peixe-bruxa.

## Evolução
Existem milhares de fósseis de espécies que mostram uma clara transição entre os ancestrais dos répteis e os répteis modernos.
O primeiro verdadeiro réptil é categorizado como Anapsídeo, tendo um crânio sólido com buracos apenas para boca, nariz, olhos, ouvidos e medula espinhal. Algumas pessoas acreditam que as tartarugas são os Anaspídeos sobreviventes, já que eles compartilham essa estrutura de crânio, mas essa informação tem sido contestada ultimamente, com alguns argumentando que tartarugas criaram esse mecanismo de maneira a melhorar sua armadura. Os dois lados têm fortes evidências, e o conflito ainda está por ser resolvido.

Pouco depois do aparecimento dos répteis, o grupo dividiu-se em dois ramos. Um dos quais evoluiu para os mamíferos, o outro voltou a dividir-se nos lepidossauros (que inclui as cobras e lagartos modernos e talvez os répteis marinhos do Mesozóico) e nos arcossauros (crocodilos e dinossauros). Esta última classe deu origem também às aves.

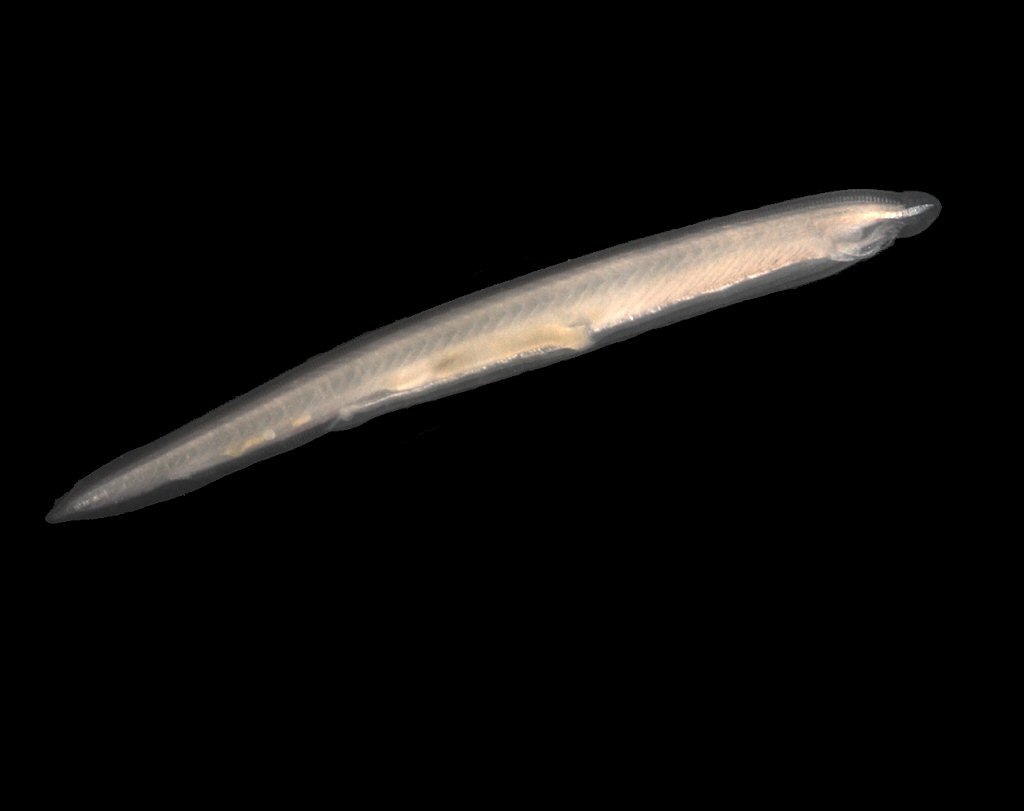
Cephalochordata

Cephalochordata são animais pequenos, com forma aproximada a peixe que não têm cérebros, cabeças claramente definidas e órgãos sensoriais especializados. Essas subterrâneas alimentadores de filtro podem ser os parentes vivos mais próximos do craniates ou membros sobreviventes do grupo do qual todos os outros Cordados evoluíram.

### Urochordata: "tunicados"

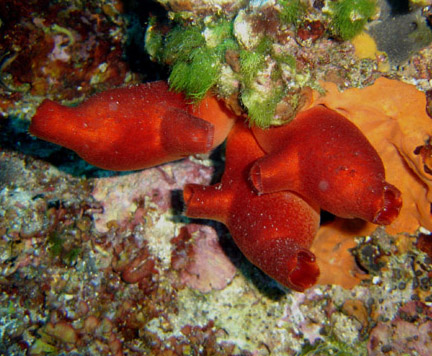
Tunicados

A maioria dos tunicados aparecem como adultos em duas formas principais, que são sacos de geleia que não têm os recursos padrão dos Cordados: "sea squirts" são sésseis e consistem principalmente de bombas de água e aparelhos de alimentação; Salpida flutua no meio da água, alimentam-se de plâncton e têm um ciclo de duas gerações em que uma geração é solitária e a próxima forma colónias semelhantes a cadeias. No entanto todos as larvas de tunicado têm características de Cordados padrão, incluindo caudas semelhantes às de girinos; também têm cérebros rudimentares, sensores de luz e sensores de inclinação. O terceiro grupo principal de tunicados, Appendicularia mantêm uma forma parecida à de um girino e natação activa todas as suas vidas, tendo sido durante muito tempo considerados como larvas dos outros dois grupos. Como as suas larvas têm uma longa cauda os tunicados também são chamados de urochordata ("Cordados com cauda").

## Origens e evolução
A origem dos cordados ainda é desconhecida. Os primeiros cordados identificáveis são espécimes semelhantes à peixes ou lanceolados do período Cambriano. A maioria das especulações sobre sua origem assenta-se em uma ou mais destas categorias:
- um animal semelhante a um verme que desenvolveu um corpo achatado e/ou nadadeiras para nadar;
- um filtrador tubular séssil que evoluiu em um animal de vida livre com nadadeiras;
- uma larva natante que manteve as nadadeiras no estágio adulto.

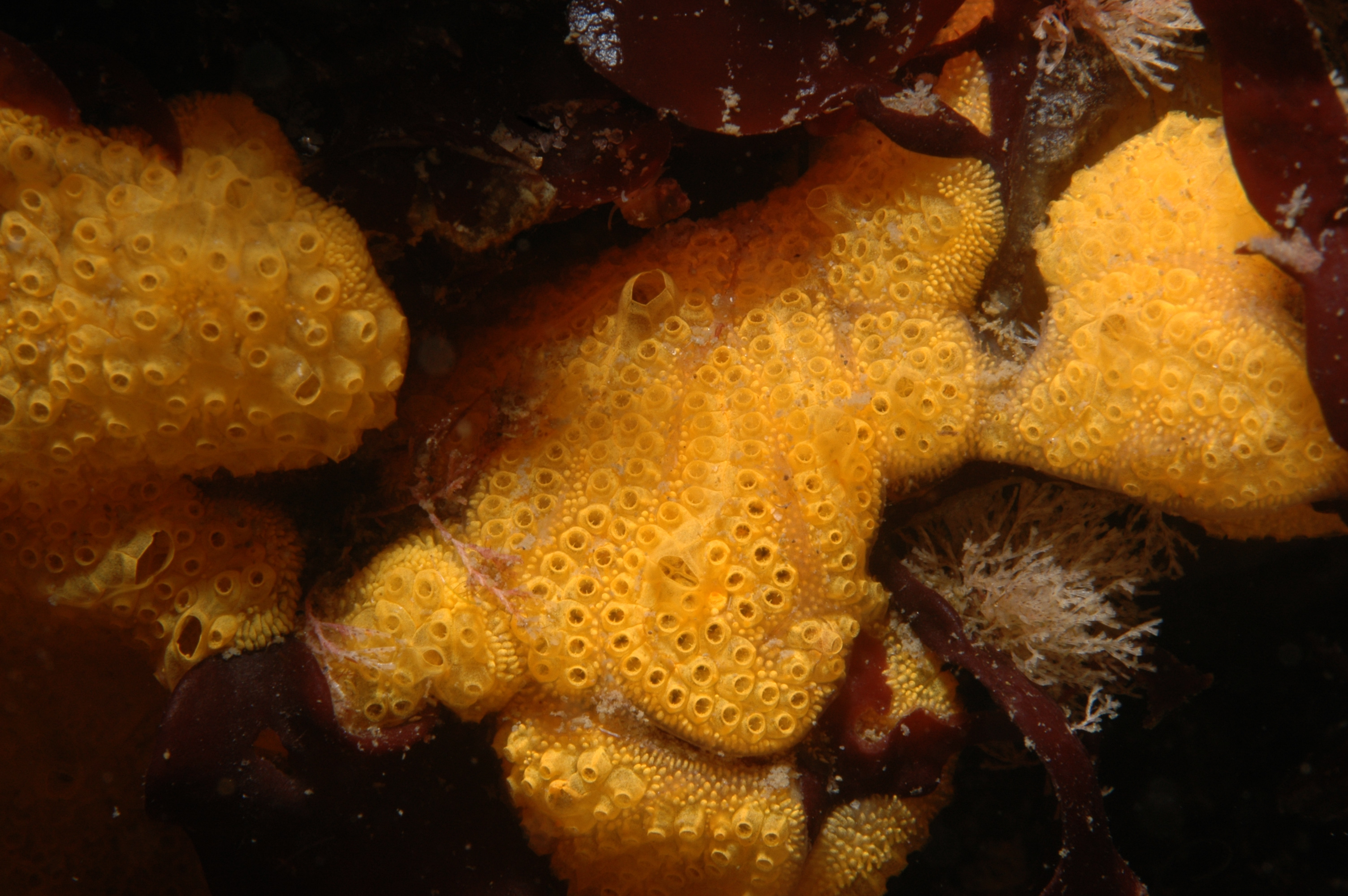
Botrylloides violaceus um tunicado.

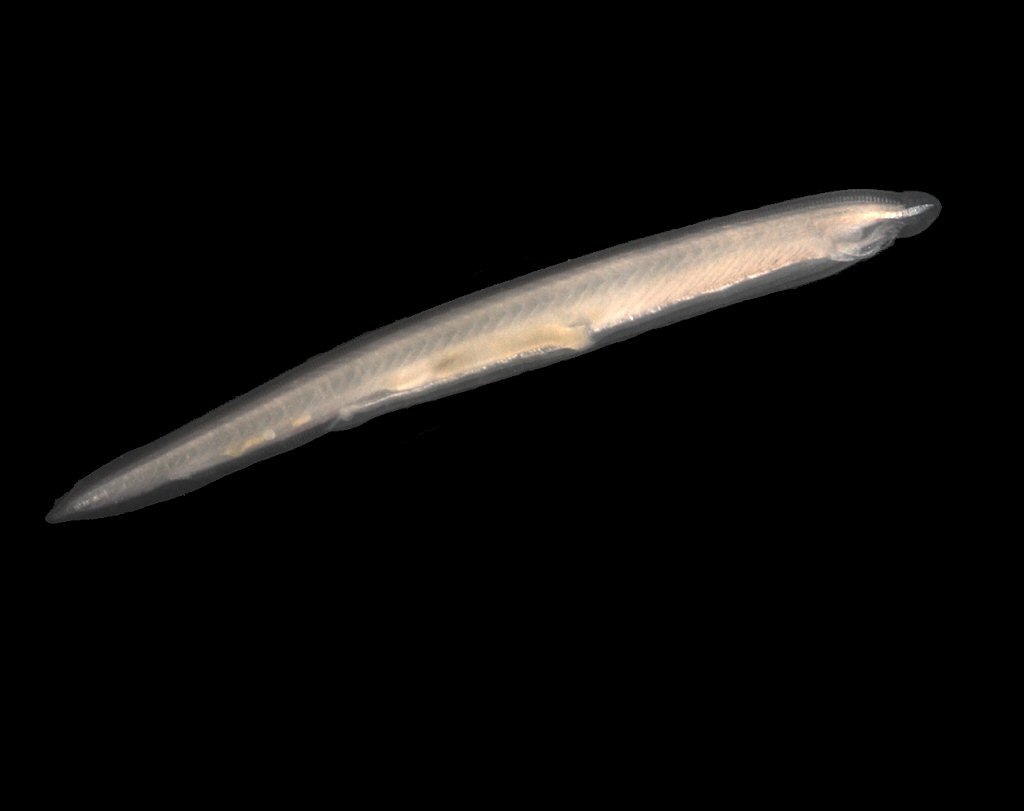
Branchiostoma lanceolatum um cefalocordado.

A primeira classe identificada dos cordados foram reduzidas a peixes- ou lancelet-como espécies de Cambrian. A maioria das especulações sobre sua origem são as seguintes categorias:
- Uma minhoca que nadava nos grandes lagos congelados.
- Um tubo sensível em forma de larva, que percorria todo o tubo gastrointestinal do animal.
- Vários microtúbulos no interior do intestino.

A rigidez da notocorda, em muitos cordados, provavelmente evoluiu para ajudar na eficiência da contração alternada de músculos para natação (em movimentos em forma de S). Em outras palavras, para curvar o corpo, o músculo precisa de uma estrutura rígida para segurá-lo e essa é a principal característica da notocorda em seu estágio inicial. A falta de uma parte rígida no corpo resultaria no encurtamento do animal no lugar de movimentos curvilíneos necessários para a natação.

## Classificação
O filo Chordata subdivide-se em três subfilos: Urochordata, Cephalochordata e Vertebrata. A classificação destes dois subfilos está baseada na posição da notocorda no corpo do animal: Urochordata, apresenta o notocórdio na cauda e somente na fase larval; nos Cephalochordata, ela se estende por todo o corpo, persistindo até a fase adulta. Ambos são considerados animais invertebrados. Os Vertebrata caracterizam-se pela presença de vértebras e pelo desenvolvimento do crânio.
As inter-relações entre os três filos ainda é incerta. Os organismos classificados como Urochordata e Cephalochordata podem ser agrupados no clado Protochordata *, assim como os cefalocordados e os vertebrados podem ser agrupados no grupo Euchordata.
Tradicionalmente, os cefalocordados são considerados como os parentes vivos mais próximos dos vertebrados, com os tunicados representando a linhagem primitiva dos cordados (Quadro 1). Essa visão é principalmente suportada por similaridades morfológicas e pelo aumento aparente de complexidade nos cefalocordados e vertebrados em relação aos tunicados.
Quadro 1 - Visão tradicional dos cordados:
```
⇐o Chordata
   |-- Urochordata
   `--+-- Cephalochordata
      `—Vertebrat
```

Entretanto, análises cladísticas combinando RNA e dados morfológicos demonstraram um novo clado, o Olfactores, formado por tunicados e vertebrados (Quadro 2).
Quadro 2 - Esquema baseado nos achados de Delsuc et al.,2006:
```
⇐o Chordata
   |-- 
Cephalochordata

   `--o Olfactores
      |-- 
Urochordata

      `-- 
Vertebrata
```

### Taxonomia
O esquema seguinte segue a terceira edição do Vertebrate Palaeontology. As classes dos cordados invertebrados provêm do Fishes of the World.
Ainda que esteja estruturado para refletir relações evolutivas (semelhante a um cladograma), também retém os níveis tradicionais usados na taxonomia de Lineu.
- Filo Chordata
  - Subfilo Urochordata (Urochordata) — (tunicados; 3 000 espécies)
    - Classe Ascidiacea
    - Classe Thaliacea (salps)
    - Classe Appendicularia (larvacea)

  - Subfilo Cephalochordata (Acraniata) — (anfioxos; 30 espécies)
  - Subfilo Vertebrata (Craniata) (vertebrados — animais com coluna vertebral; 57 674 espécies)
    - Infrafilo 'Agnatha' parafilético (vertebrados sem mandíbula; mais de 100 espécies)
      - Classe Myxini (enguias-de-casulo; 65 espécies)
      - Classe Petromyzontida (lampreias)
      - Classe Conodonta
      - Classe Pteraspidomorphi (peixes sem mandíbula do Paleozóico)
        - Ordem Anaspida
        - Ordem Thelodonti (peixes sem mandíbula do Paleozóico)

    - Infrafilo Gnathostomata (vertebrados com mandíbula)
      - Superclasse Peixes (vertebrados com nadadeiras, mais de 20 mil espécies)
        - Classe Placodermi (formas do Paleozóico com "armadura")
        - Classe Chondrichthyes (peixes cartilagíneos; mais de 900 espécies)
        - Classe Acanthodii ("tubarões espinhados" do Paleozóico)
        - Classe Osteichthyes (peixes ósseos; mais de 30 000 espécies)
          - Classe Actinopterygii (peixes com barbatanas raiadas; cerca de 30 000 espécies)
          - Classe Actinistia (peixes com barbatanas carnudas)
          - Classe Dipnoi (peixes pulmonados)

      - Superclasse Tetrapoda (vertebrados de quatro patas; mais de 28 000 espécies)
        - Classe Amphibia (anfíbios; 6 000 espécies)
          - Série Amniota (com ovos amnióticos)

        - Classe Reptilia/Sauropsida (répteis; mais de 8 225 espécies)
          - Subclasse Anapsida ("proto-répteis" extinctos e possivelmente tartarugas)
          - Subclasse Synapsida ("répteis" semelhantes a mamíferos; mais de 4 500 espécies, progenitores  dos mamíferos)
          - Subclasse Diapsida (maioria dos répteis, progenitores das aves)

        - Classe Aves (aves; 8 800–10 000 espécies)
        - Classe Mammalia (mamíferos; 5 800 espécies)

## Protocordados
Os protocordados constituem uma subdivisão dos cordados.
São pequenos animais marinhos destituídos de crânio e de coluna vertebral, cuja única estrutura esquelética de sustentação é a notocorda, que pode ou não persistir em certas espécies adultas.
Os protocordados se dividem em, basicamente, dois grupos:
- cefalocordados, grupo mais complexo que apresenta as características básicas de todos os cordados durante toda a vida, como o anfioxo;
- urocordados ou tunicados, animais monoicos cujo sistema nervoso, no estágio larval, é composto por fibras nervosas dorsais e um cordão nervoso, que na maioria dos casos fica na cauda do animal. Uma vez fixada a um suporte — uma rocha, por exemplo —, a larva perde a notocorda e o tubo nervoso dorsal, e assim ela ficará durante a fase adulta. Exemplo desse grupo são as ascídias.